# Königstanne (Olbernhau)

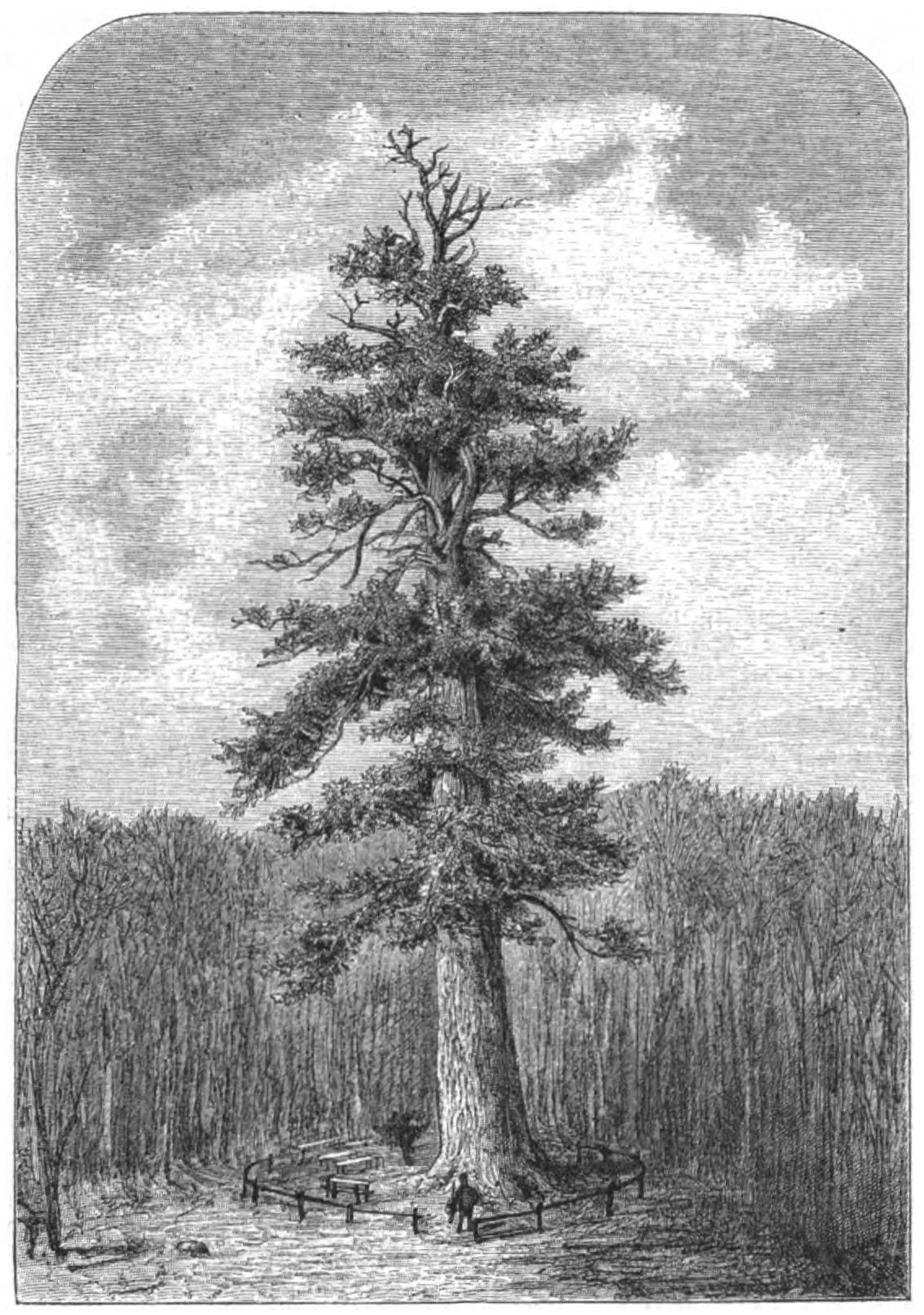
Königstanne bei Olbernhau nach einer Zeichnung von Fritz Stich (1883).

Die Königstanne war ein bedeutendes Wahrzeichen in der Nähe der Kleinstadt Olbernhau im Erzgebirgskreis in Sachsen. Sie galt in der zweiten Hälfte des 19. Jahrhunderts als größte Tanne im sächsischen Erzgebirge und darüber hinaus als eine der größten Tannen in Deutschland.

## Lage und Geschichte
Noch bis zum Beginn des 20. Jahrhunderts war das Erzgebirge bekannt für himmelanstrebende, mächtige Tannen, von denen einige gigantisch anmutende Einzelexemplare von den Forstleuten besondere Namen verliehen bekamen.
Es handelte sich um eine Weißtanne. Diese war von Olbernhau in südlicher Richtung bergauf durch einen Weg langgestreckter und alter Buchen erreichbar. Die Königstanne stand für sich ziemlich isoliert, umgeben von Buchen.
Der Durchmesser der Königstanne betrug ca. 1,4 Meter und unmittelbar über dem Erdboden gemessen 2,07 Meter, so dass sich ein Mensch hinter dem Stamm bequem verbergen konnte. Der Kronenansatz der Tanne begann bei 10,4 der Schaftlänge, und die ganze Scheitelhöhe der Tanne maß 47,7 Meter.
Aufgrund der Größe wurde sie zu den umfangreichsten und höchsten Tannen in Deutschland gezählt. Ihr Alter wurde auf über 500 Jahre geschätzt. Zunehmend stellten sich Baumkrankheiten ein. Längere Trockenheit führte dazu, dass ab 1874 die Baumkrone auszutrocknen und abzusterben begann. Bei einem starken Sturm wurde die Königstanne im Februar 1894 umgerissen und das Holz anschließend verarbeitet. Von Forstleuten war bereits 1883 der Wert wie folgt berechnet worden:

„Der Schaftinhalt wird auf 57,41 Festmeter, der Reisiggehalt auf 14,36 Festmeter taxirt, was in Summa 71,77 Festmeter macht. Rechnet man nun den Festmeter zu 12 Mark, so ergiebt sich als Resultat ein Gesammtwerth von rund 860 Mark, eine Summe, welche als Erträgniß eines einzigen Baumes gewiß beträchtlich und wohl der Mühe werth ist, Axt und Säge anzulegen.“